# Xavier O'Callaghan
Xavier O'Callaghan Ferrer, né le 2 mars 1972 à Tarragone, est un ancien handballeur espagnol. Demi-centre du FC Barcelone pendant 15 ans, il a activement pris part à l'âge d'or du club, ponctué notamment de sept Ligues des Champions et de huit championnats d'Espagne. En son honneur, le numéro de maillot qu'il portait, le 4, a été retiré.

## Palmarès

### En clubs
compétitions internationales
- Ligue des champions (7) : 1991, 1996, 1997, 1998, 1999, 2000, 2005
- Coupe des coupes (2) : 1994, 1995
- Coupe de l'EHF (C3) (1) : 2003
  - Finaliste en 2002
- Supercoupe d'Europe (5) : 1996, 1997, 1998, 1999, 2003
  - Finaliste en 2000

compétitions nationales
- Championnat d'Espagne (8) : 1991, 1992, 1996, 1997, 1998, 1999, 2000, 2003
- Coupe du Roi (6) : 1993, 1994, 1997, 1998, 2000, 2004
- Coupe ASOBAL (5) : 1995, 1996, 2000, 2001, 2002
- Supercoupe d'Espagne (7) : 1991, 1993, 1996, 1997, 1999, 2000, 2003

### En équipe nationale
- 87 sélections et 140 buts marqués en équipe nationale d'Espagne[1]
- Jeux olympiques[3]
  -  Médaille de bronze aux Jeux olympiques 2000 de Sydney,  Australie
  - 7e place aux Jeux olympiques 2004 d'Athènes,  Grèce
- Championnats du monde
  - 5e place au  Championnat du monde 1993
  - 4e place au Championnat du monde 2003
- Championnats d'Europe
  - 7e place au Championnat d'Europe 2002
  - 10e place au Championnat d'Europe 2004